# Eureka (Virginia Occidental)
Eureka es un área no incorporada ubicada en el Condado de Pleasants, Virginia Occidental, Estados Unidos. Está clasificada como un asentamiento humano por el Sistema de Información de Nombres Geográficos.
Aparece registrada en U.S. Geological Survey con fecha de entrada del 27 de junio de 1980. El número de identificación asignado por el Sistema de Información de Nombres Geográficos es 1551067.
Eureka tenía una oficina de correos que cerró el 16 de enero de 1993. La comunidad recibió el nombre de Eureka después de que se descubrió petróleo en la zona.

## Geografía
Se encuentra a una altitud de 637 m s. n. m. (194 pies) según el Servicio Geológico de Estados Unidos.